# Si tu vois ma nièce
Pour l’article homonyme, voir Ella Cinders.

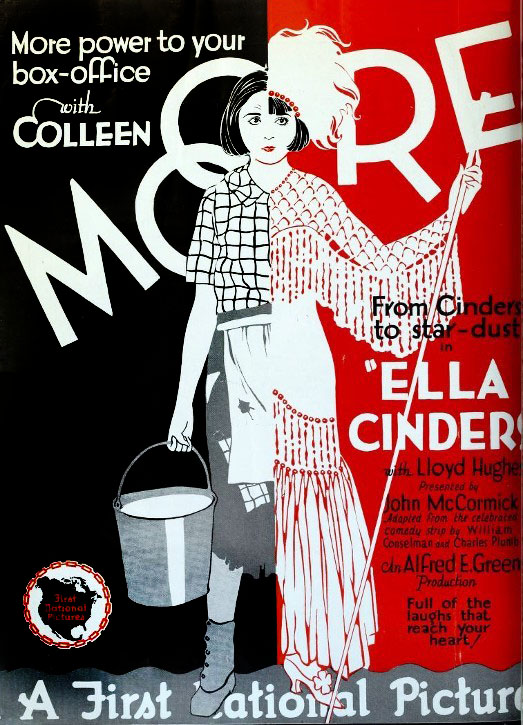
Affiche du film

Si tu vois ma nièce (Ella Cinders) est un film américain muet en noir et blanc, réalisé par Alfred E. Green, et sorti en 1926.
Il s'agit d'une adaptation du comics Ella Cinders de William M. Conselman et Charles Plumb, lui même basé sur l'histoire de Cendrillon. Une copie du film est conservée à la Bibliothèque du Congrès. Il est dans le domaine public et a été réédité en DVD à plusieurs reprises.

## Synopsis
Dans la maison de feu son père, Ella Cinders est la domestique de sa belle-mère acariâtre et de ses deux demi-sœurs, Prissy Pill et Lotta Pill, qui sont violentes envers Ella. La Gem Film Company organise un concours dans lequel le gagnant obtient un voyage tous frais payés à Hollywood et un rôle au cinéma. Une photo est nécessaire pour participer, alors Ella passe trois nuits à faire du baby-sitting pour amasser 3 $ pour la séance photo. Le photographe prend involontairement une photo d'elle en train de loucher sur une mouche sur son nez, qui s'avère être la photo inscrite au concours. Les participants doivent se rendre à un bal de la mairie, mais la belle-mère et les demi-sœurs d'Ella ne lui permettent pas d'y aller

## Fiche technique
- Titre : Si tu vois ma nièce
- Titre original : Ella Cinders
- Réalisation : Alfred E. Green
- Scénario : Frank Griffin et Mervyn LeRoy d'après Ella Cinders de William M. Conselman et Charles Plumb
- Producteur : John McCormick
- Photographie : Arthur Martinelli
- Distributeur : First National Pictures
- Format : Court métrage en noir et blanc
- Son : Muet
- Genre : Comédie romantique, comédie musicale
- Durée : 75 minutes
- Date de sortie : 6 juin 1926 (USA)

## Distribution
- Colleen Moore : Ella Cinders
- Lloyd Hughes : Waite Lifter
- Vera Lewis : Ma Cinders
- Doris Baker : Lotta Pill
- Emily Gerdes : Prissy Pill
- Mike Donlin : le portier du Studio de cinéma
- Jed Prouty : le maire
- Jack Duffy : chef pompier
- Harry Allen : photographe
- Alfred E. Green : directeur
- D'Arcy Corrigan : éditeur
- E.H. Calvert : acteur
- Russell Hopton :acteur
- Harry Langdon : Harry Langdon
- Chief Yowlachie : Indien